# Идзу (провинция)
Провинция Идзу (яп. 伊豆国 Идзу но куни, «страна Идзу» или 豆州 Дзусю:, «провинция Идзу») — историческая провинция Японии в регионе Канто на востоке острова Хонсю. Различают полуостров Идзу, префектуру Сидзуока и острова Идзу и Токио.

## История
Провинция Идзу была образована в 680 году в результате разделения провинции Суруга. Центр новой административной единицы находился в современном городе Мисима. Отдалённость провинции Идзу от центра превратило её в место ссылки политических преступников.
С XII по XIV век землями провинции владел род Ходзё, представители которого были фактическими правителями Камакурского сёгуната. В XV веке Идзу принадлежала семье Уэсуги. С 1493 года провинция Идзу стала центром владений рода Го-Ходзё («Поздние Ходзё»), который в XVI веке стал хозяином целого региона Канто. После уничтожения этого рода в 1590 году земли Идзу перешли к Токугаве Иэясу. В период Эдо (1603—1868) провинция была разбита на ряд ханов, феодальных владений, часть из которых контролировалась сёгунатом непосредственно, а часть — через вассальные роды.
В результате дополнительных административных реформ 1878 года, провинция Идзу была распределена между бывшими тогда префектурами Сидзуока и Токио.

## Уезды
- Камо (贺茂郡)
- Кимисава (君沢郡)
- Нака (那贺郡)
- Тагата (田方郡)